# Colo-Colo de Futebol e Regatas
El Colo Colo de Futebol e Regatas és un club de futbol brasiler de la ciutat d'Ilhéus a l'estat de Bahia.

## Història
El 3 d'abril de 1948, el club va ser fundat per un grup de joves esportistes liderats per Airton Adami. L'any 1999 guanyà el seu primer títol, el campionat baiano de Segona Divisió, ascendint a la màxima categoria. A la final derrotà el Fluminense de Feira. L'any 2006 guanyà el seu títol més important, el campionat baiano de Primera Categoria.

## Palmarès
- Campionat baiano:
  - 2006

- Campionat baiano de Segona Divisió:
  - 1999

## Estadi
Colo Colo juga els seus partits com a local a l'Estadi Mário Pessoa. Té una capacitat per a 10.000 espectadors.